# مورنکی (میشیگان)
مورنکی، میشیگان (به انگلیسی: Morenci, Michigan) یک شهر در ایالات متحده آمریکا با جمعیت ۲٬۲۲۰ نفر است که در میشیگان واقع شده‌است.

## موقعیت جغرافیایی
موقعیت جغرافیایی شهرها و مناطق اطراف به شرح زیر است: